# Tour de Romandie 2023
Tour de Romandie 2023 – 76. edycja wyścigu kolarskiego Tour de Romandie, która odbyła się w dniach od 25 kwietnia do 30 kwietnia 2023 na liczącej ponad 702 kilometry trasie składającej się z prologu i 5 etapów, biegnącej z Port-Valais do Genewy. Impreza kategorii 2.UWT była częścią UCI World Tour 2023.

## Etapy
| Etap   | Data   | Start – Meta                            | type                       | Dystans (km) | Suma wzniesień (m) | Zwycięzca etapu  | Lider        |
| ------ | ------ | --------------------------------------- | -------------------------- | ------------ | ------------------ | ---------------- | ------------ |
| Prolog | 25 kwi | Port-Valais – Port-Valais               | prolog                     | 6,82         | 10 m               | Josef Černý      | Josef Černý  |
| 1      | 26 kwi | Crissier – Vallée de Joux               | pagórkowaty                | 170,9        | 2323 m             | Ethan Vernon     | Ethan Vernon |
| 2      | 27 kwi | Morteau – La Chaux-de-Fonds             | pagórkowaty                | 162,7        | 2653 m             | Ethan Hayter     | Ethan Hayter |
| 3      | 28 kwi | Châtel-Saint-Denis – Châtel-Saint-Denis | jazda indywidualna na czas | 18,75        | 377 m              | Juan Ayuso       | Juan Ayuso   |
| 4      | 29 kwi | Sion – Thyon                            | górski                     | 161,6        | 4308 m             | Adam Yates       | Adam Yates   |
| 5      | 30 kwi | Vufflens-la-Ville – Genewa              | pagórkowaty                | 170,8        | 2287 m             | Fernando Gaviria | Adam Yates   |

## Uczestnicy

### Drużyny
| WorldTeams (18)- AG2R Citroën Team - Alpecin-Deceuninck - Astana Qazaqstan Team - Bahrain Victorious - Bora-Hansgrohe - Cofidis - EF Education-EasyPost - Groupama-FDJ - Ineos Grenadiers - Intermarché-Circus-Wanty - Jumbo-Visma - Movistar Team - Soudal Quick-Step - Arkéa-Samsic - Team DSM - Team Jayco AlUla - Trek-Segafredo - UAE Team Emirates ProTeams (3)- Israel-Premier Tech - Lotto Dstny - Tudor Pro Cycling Team Reprezentacja- Szwajcaria |
| |

### Lista startowa
| Bora-Hansgrohe BOH | Bora-Hansgrohe BOH      | Bora-Hansgrohe BOH |
| ------------------ | ----------------------- | ------------------ |
| Nr                 | Kolarz                  | Miejsce            |
| 1                  | Sergio Higuita (COL)    | DNS-3              |
| 2                  | Cesare Benedetti (POL)  | 101.               |
| 3                  | Nico Denz (GER)         | 77.                |
| 4                  | Bob Jungels (LUX) (ITT) | 42.                |
| 5                  | Luis-Joe Lührs (GER)    | 59.                |
| 6                  | Cian Uijtdebroeks (BEL) | 6.                 |
| 7                  | Ben Zwiehoff (GER)      | 56.                |

| UAE Team Emirates UAD | UAE Team Emirates UAD   | UAE Team Emirates UAD |
| --------------------- | ----------------------- | --------------------- |
| Nr                    | Kolarz                  | Miejsce               |
| 11                    | Adam Yates (GBR)        | 1.                    |
| 12                    | Ivo Oliveira (POR)      | 108.                  |
| 13                    | Juan Ayuso (ESP)        | 16.                   |
| 14                    | Mikkel Bjerg (DEN)      | 35.                   |
| 15                    | Finn Fisher-Black (NZL) | 32.                   |
| 16                    | Rafał Majka (POL)       | 10.                   |
| 17                    | Domen Novak (SLO)       | 82.                   |

| Jumbo-Visma TJV | Jumbo-Visma TJV         | Jumbo-Visma TJV |
| --------------- | ----------------------- | --------------- |
| Nr              | Kolarz                  | Miejsce         |
| 21              | Steven Kruijswijk (NED) | 31.             |
| 22              | Tobias Foss (NOR) (ITT) | DNS-4           |
| 23              | Robert Gesink (NED)     | DNS-4           |
| 24              | Thomas Gloag (GBR)      | 11.             |
| 25              | Lennard Hofstede (NED)  | DNF-2           |
| 26              | Gijs Leemreize (NED)    | 64.             |
| 27              | Jos van Emden (NED)     | 92.             |

| Soudal Quick-Step SOQ | Soudal Quick-Step SOQ | Soudal Quick-Step SOQ |
| --------------------- | --------------------- | --------------------- |
| Nr                    | Kolarz                | Miejsce               |
| 31                    | Rémi Cavagna (FRA)    | 46.                   |
| 32                    | Josef Černý (CZE)     | 93.                   |
| 33                    | Dries Devenyns (BEL)  | 99.                   |
| 34                    | James Knox (GBR)      | DNS-2                 |
| 35                    | Fausto Masnada (ITA)  | DNS-5                 |
| 36                    | Casper Pedersen (DEN) | 87.                   |
| 37                    | Ethan Vernon (GBR)    | 94.                   |

| Alpecin-Deceuninck ADC | Alpecin-Deceuninck ADC      | Alpecin-Deceuninck ADC |
| ---------------------- | --------------------------- | ---------------------- |
| Nr                     | Kolarz                      | Miejsce                |
| 41                     | Quinten Hermans (BEL)       | 67.                    |
| 42                     | Tobias Bayer (AUT)          | DNF-4                  |
| 43                     | Jason Osborne (GER)         | 38.                    |
| 44                     | Kristian Sbaragli (ITA)     | 109.                   |
| 45                     | Robert Stannard (AUS)       | 90.                    |
| 46                     | Lionel Taminiaux (BEL)      | 119.                   |
| 47                     | Fabio Van den Bossche (BEL) | 111.                   |

| Trek-Segafredo TFS | Trek-Segafredo TFS      | Trek-Segafredo TFS |
| ------------------ | ----------------------- | ------------------ |
| Nr                 | Kolarz                  | Miejsce            |
| 51                 | Tony Gallopin (FRA)     | 44.                |
| 52                 | Julien Bernard (FRA)    | 86.                |
| 53                 | Marc Brustenga (ESP)    | 115.               |
| 54                 | Kenny Elissonde (FRA)   | DNS-5              |
| 55                 | Asbjørn Hellemose (DEN) | 49.                |
| 56                 | Jacopo Mosca (ITA)      | 68.                |
| 57                 | Thibau Nys (BEL)        | 57.                |

| EF Education-EasyPost EFE | EF Education-EasyPost EFE    | EF Education-EasyPost EFE |
| ------------------------- | ---------------------------- | ------------------------- |
| Nr                        | Kolarz                       | Miejsce                   |
| 61                        | Magnus Cort Nielsen (DEN)    | 69.                       |
| 62                        | Andrey Amador (CRC)          | 78.                       |
| 63                        | Jonathan Caicedo (ECU) (ITT) | 24.                       |
| 64                        | Simon Carr (GBR)             | DNS-5                     |
| 65                        | Odd Christian Eiking (NOR)   | 37.                       |
| 66                        | Mark Padun (UKR)             | DNF-4                     |
| 67                        | Sean Quinn (USA)             | DNS-2                     |

| Groupama-FDJ GFC | Groupama-FDJ GFC         | Groupama-FDJ GFC |
| ---------------- | ------------------------ | ---------------- |
| Nr               | Kolarz                   | Miejsce          |
| 71               | Thibaut Pinot (FRA)      | 5.               |
| 72               | Lewis Askey (GBR)        | 104.             |
| 73               | Lorenzo Germani (ITA)    | 63.              |
| 74               | Matthieu Ladagnous (FRA) | 79.              |
| 75               | Lenny Martinez (FRA)     | 28.              |
| 76               | Enzo Paleni (FRA)        | 62.              |
| 77               | Reuben Thompson (NZL)    | 60.              |

| Movistar Team MOV | Movistar Team MOV       | Movistar Team MOV |
| ----------------- | ----------------------- | ----------------- |
| Nr                | Kolarz                  | Miejsce           |
| 81                | Matteo Jorgenson (USA)  | 2.                |
| 82                | William Barta (USA)     | 13.               |
| 83                | Fernando Gaviria (COL)  | 105.              |
| 84                | Gregor Mühlberger (AUT) | 43.               |
| 85                | Nelson Oliveira (POR)   | 26.               |
| 86                | Iván Romeo (ESP)        | 102.              |
| 87                | Sergio Samitier (ESP)   | 52.               |

| Bahrain Victorious TBV | Bahrain Victorious TBV      | Bahrain Victorious TBV |
| ---------------------- | --------------------------- | ---------------------- |
| Nr                     | Kolarz                      | Miejsce                |
| 91                     | Gino Mäder (SUI)            | 15.                    |
| 92                     | Nikias Arndt (GER)          | 75.                    |
| 93                     | Damiano Caruso (ITA)        | 3.                     |
| 94                     | Rainer Kepplinger (AUT)     | 14.                    |
| 95                     | Filip Maciejuk (POL)        | 95.                    |
| 96                     | Johan Price-Pejtersen (DEN) | DNS-5                  |
| 97                     | Dušan Rajović (SRB) (ITT)   | DNS-5                  |

| Ineos Grenadiers IGD | Ineos Grenadiers IGD       | Ineos Grenadiers IGD |
| -------------------- | -------------------------- | -------------------- |
| Nr                   | Kolarz                     | Miejsce              |
| 101                  | Egan Bernal (COL)          | 8.                   |
| 102                  | Jonathan Castroviejo (ESP) | 12.                  |
| 103                  | Ethan Hayter (GBR) (ITT)   | 20.                  |
| 104                  | Jhonatan Narváez (ECU)     | 40.                  |
| 105                  | Brandon Rivera (COL)       | DNF-5                |
| 106                  | Elia Viviani (ITA)         | DNF-5                |
| 107                  | Cameron Wurf (AUS)         | 112.                 |

| Team Jayco AlUla JAY | Team Jayco AlUla JAY          | Team Jayco AlUla JAY |
| -------------------- | ----------------------------- | -------------------- |
| Nr                   | Kolarz                        | Miejsce              |
| 111                  | Simon Yates (GBR)             | DNF-1                |
| 112                  | Lawson Craddock (USA) (ITT)   | 73.                  |
| 113                  | Edward Dunbar (IRL)           | 9.                   |
| 114                  | Chris Harper (AUS)            | 36.                  |
| 115                  | Christopher Juul-Jensen (DEN) | DNS-5                |
| 116                  | Matteo Sobrero (ITA)          | 48.                  |
| 117                  | Filippo Zana (ITA) (szosa)    | 17.                  |

| Team DSM DSM | Team DSM DSM          | Team DSM DSM |
| ------------ | --------------------- | ------------ |
| Nr           | Kolarz                | Miejsce      |
| 121          | Romain Bardet (FRA)   | 7.           |
| 122          | Marco Brenner (GER)   | 96.          |
| 123          | Alberto Dainese (ITA) | DNS-3        |
| 124          | Chris Hamilton (AUS)  | 61.          |
| 125          | Niklas Märkl (GER)    | DNS-3        |
| 126          | Oscar Onley (GBR)     | 23.          |
| 127          | Max Poole (GBR)       | 4.           |

| AG2R Citroën Team ACT | AG2R Citroën Team ACT   | AG2R Citroën Team ACT |
| --------------------- | ----------------------- | --------------------- |
| Nr                    | Kolarz                  | Miejsce               |
| 131                   | Clément Berthet (FRA)   | 27.                   |
| 132                   | Geoffrey Bouchard (FRA) | 22.                   |
| 133                   | Dorian Godon (FRA)      | 65.                   |
| 134                   | Paul Lapeira (FRA)      | 80.                   |
| 135                   | Nans Peters (FRA)       | 39.                   |
| 136                   | Michael Schär (SUI)     | 50.                   |
| 137                   | Clément Venturini (FRA) | 70.                   |

| Intermarché-Circus-Wanty ICW | Intermarché-Circus-Wanty ICW | Intermarché-Circus-Wanty ICW |
| ---------------------------- | ---------------------------- | ---------------------------- |
| Nr                           | Kolarz                       | Miejsce                      |
| 141                          | Louis Meintjes (RSA)         | 19.                          |
| 142                          | Niccolò Bonifazio (ITA)      | 107.                         |
| 143                          | Lilian Calmejane (FRA)       | DNS-5                        |
| 144                          | Rui Costa (POR)              | DNF-1                        |
| 145                          | Kobe Goossens (BEL)          | DNS-4                        |
| 146                          | Dion Smith (NZL)             | 98.                          |
| 147                          | Rein Taaramäe (EST) (ITT)    | 25.                          |

| Cofidis COF | Cofidis COF               | Cofidis COF |
| ----------- | ------------------------- | ----------- |
| Nr          | Kolarz                    | Miejsce     |
| 151         | Ion Izagirre (ESP)        | DNS-3       |
| 152         | Thomas Champion (FRA)     | DNS-5       |
| 153         | Eddy Finé (FRA)           | 88.         |
| 154         | Simon Geschke (GER)       | 89.         |
| 155         | Jesús Herrada (ESP)       | 30.         |
| 156         | Anthony Perez (FRA)       | DNS-3       |
| 157         | Pierre-Luc Périchon (FRA) | DNF-4       |

| Arkéa-Samsic ARK | Arkéa-Samsic ARK             | Arkéa-Samsic ARK |
| ---------------- | ---------------------------- | ---------------- |
| Nr               | Kolarz                       | Miejsce          |
| 161              | Kévin Vauquelin (FRA)        | DNF-2            |
| 162              | Clément Champoussin (FRA)    | 47.              |
| 163              | Ewen Costiou (FRA)           | DNF-5            |
| 164              | Kévin Ledanois (FRA)         | 83.              |
| 165              | Luca Mozzato (ITA)           | 106.             |
| 166              | Andrij Ponomar (UKR) (szosa) | DNF-1            |
| 167              | Cristián Rodríguez (ESP)     | 41.              |

| Astana Qazaqstan Team AST | Astana Qazaqstan Team AST    | Astana Qazaqstan Team AST |
| ------------------------- | ---------------------------- | ------------------------- |
| Nr                        | Kolarz                       | Miejsce                   |
| 171                       | Aleksiej Łucenko (KAZ)       | DNS-1                     |
| 172                       | Leonardo Basso (ITA)         | 116.                      |
| 173                       | Gleb Brusienski (KAZ)        | 110.                      |
| 174                       | Mark Cavendish (GBR) (szosa) | DNF-1                     |
| 175                       | Gianmarco Garofoli (ITA)     | 66.                       |
| 176                       | Antonio Nibali (ITA)         | 58.                       |
| 177                       | Harold Tejada (COL)          | 21.                       |

| Lotto Dstny LTD | Lotto Dstny LTD          | Lotto Dstny LTD |
| --------------- | ------------------------ | --------------- |
| Nr              | Kolarz                   | Miejsce         |
| 181             | Eduardo Sepúlveda (ARG)  | 29.             |
| 182             | Johannes Adamietz (GER)  | 53.             |
| 183             | Thomas De Gendt (BEL)    | 81.             |
| 184             | Milan Menten (BEL)       | 84.             |
| 185             | Sylvain Moniquet (BEL)   | 33.             |
| 186             | Mathijs Paasschens (NED) | 51.             |
| 187             | Harry Sweeny (AUS)       | 45.             |

| Israel-Premier Tech IPT | Israel-Premier Tech IPT | Israel-Premier Tech IPT |
| ----------------------- | ----------------------- | ----------------------- |
| Nr                      | Kolarz                  | Miejsce                 |
| 191                     | Michael Woods (CAN)     | DNF-4                   |
| 192                     | Chris Froome (GBR)      | 97.                     |
| 193                     | Reto Hollenstein (SUI)  | 74.                     |
| 194                     | Mason Hollyman (GBR)    | DNF-4                   |
| 195                     | Giacomo Nizzolo (ITA)   | DNF-4                   |
| 196                     | Nick Schultz (AUS)      | 55.                     |
| 197                     | Rick Zabel (GER)        | DNF-1                   |

| Tudor Pro Cycling Team TUD | Tudor Pro Cycling Team TUD   | Tudor Pro Cycling Team TUD |
| -------------------------- | ---------------------------- | -------------------------- |
| Nr                         | Kolarz                       | Miejsce                    |
| 201                        | Sébastien Reichenbach (SUI)  | 34.                        |
| 202                        | Tom Bohli (SUI)              | 114.                       |
| 203                        | Alexander Kamp (DEN) (szosa) | 72.                        |
| 204                        | Arthur Kluckers (LUX)        | 100.                       |
| 205                        | Joël Suter (SUI) (ITT)       | 71.                        |
| 206                        | Yannis Voisard (SUI)         | 18.                        |
| 207                        | Luc Wirtgen (LUX)            | 76.                        |

| Szwajcaria SUI | Szwajcaria SUI | Szwajcaria SUI |
| -------------- | -------------- | -------------- |
| Nr             | Kolarz         | Miejsce        |
| 211            | Jan Christen   | 54.            |
| 212            | Antoine Aebi   | 118.           |
| 213            | Jonathan Bogli | 103.           |
| 214            | Antoine Debons | 85.            |
| 215            | Dario Lillo    | 113.           |
| 216            | Jan Sommer     | 91.            |
| 217            | Jan Stöckli    | 117.           |

| Bora-Hansgrohe BOH | Bora-Hansgrohe BOH      | Bora-Hansgrohe BOH |
| ------------------ | ----------------------- | ------------------ |
| Nr                 | Kolarz                  | Miejsce            |
| 1                  | Sergio Higuita (COL)    | DNS-3              |
| 2                  | Cesare Benedetti (POL)  | 101.               |
| 3                  | Nico Denz (GER)         | 77.                |
| 4                  | Bob Jungels (LUX) (ITT) | 42.                |
| 5                  | Luis-Joe Lührs (GER)    | 59.                |
| 6                  | Cian Uijtdebroeks (BEL) | 6.                 |
| 7                  | Ben Zwiehoff (GER)      | 56.                |

| UAE Team Emirates UAD | UAE Team Emirates UAD   | UAE Team Emirates UAD |
| --------------------- | ----------------------- | --------------------- |
| Nr                    | Kolarz                  | Miejsce               |
| 11                    | Adam Yates (GBR)        | 1.                    |
| 12                    | Ivo Oliveira (POR)      | 108.                  |
| 13                    | Juan Ayuso (ESP)        | 16.                   |
| 14                    | Mikkel Bjerg (DEN)      | 35.                   |
| 15                    | Finn Fisher-Black (NZL) | 32.                   |
| 16                    | Rafał Majka (POL)       | 10.                   |
| 17                    | Domen Novak (SLO)       | 82.                   |

| Jumbo-Visma TJV | Jumbo-Visma TJV         | Jumbo-Visma TJV |
| --------------- | ----------------------- | --------------- |
| Nr              | Kolarz                  | Miejsce         |
| 21              | Steven Kruijswijk (NED) | 31.             |
| 22              | Tobias Foss (NOR) (ITT) | DNS-4           |
| 23              | Robert Gesink (NED)     | DNS-4           |
| 24              | Thomas Gloag (GBR)      | 11.             |
| 25              | Lennard Hofstede (NED)  | DNF-2           |
| 26              | Gijs Leemreize (NED)    | 64.             |
| 27              | Jos van Emden (NED)     | 92.             |

| Soudal Quick-Step SOQ | Soudal Quick-Step SOQ | Soudal Quick-Step SOQ |
| --------------------- | --------------------- | --------------------- |
| Nr                    | Kolarz                | Miejsce               |
| 31                    | Rémi Cavagna (FRA)    | 46.                   |
| 32                    | Josef Černý (CZE)     | 93.                   |
| 33                    | Dries Devenyns (BEL)  | 99.                   |
| 34                    | James Knox (GBR)      | DNS-2                 |
| 35                    | Fausto Masnada (ITA)  | DNS-5                 |
| 36                    | Casper Pedersen (DEN) | 87.                   |
| 37                    | Ethan Vernon (GBR)    | 94.                   |

| Alpecin-Deceuninck ADC | Alpecin-Deceuninck ADC      | Alpecin-Deceuninck ADC |
| ---------------------- | --------------------------- | ---------------------- |
| Nr                     | Kolarz                      | Miejsce                |
| 41                     | Quinten Hermans (BEL)       | 67.                    |
| 42                     | Tobias Bayer (AUT)          | DNF-4                  |
| 43                     | Jason Osborne (GER)         | 38.                    |
| 44                     | Kristian Sbaragli (ITA)     | 109.                   |
| 45                     | Robert Stannard (AUS)       | 90.                    |
| 46                     | Lionel Taminiaux (BEL)      | 119.                   |
| 47                     | Fabio Van den Bossche (BEL) | 111.                   |

| Trek-Segafredo TFS | Trek-Segafredo TFS      | Trek-Segafredo TFS |
| ------------------ | ----------------------- | ------------------ |
| Nr                 | Kolarz                  | Miejsce            |
| 51                 | Tony Gallopin (FRA)     | 44.                |
| 52                 | Julien Bernard (FRA)    | 86.                |
| 53                 | Marc Brustenga (ESP)    | 115.               |
| 54                 | Kenny Elissonde (FRA)   | DNS-5              |
| 55                 | Asbjørn Hellemose (DEN) | 49.                |
| 56                 | Jacopo Mosca (ITA)      | 68.                |
| 57                 | Thibau Nys (BEL)        | 57.                |

| EF Education-EasyPost EFE | EF Education-EasyPost EFE    | EF Education-EasyPost EFE |
| ------------------------- | ---------------------------- | ------------------------- |
| Nr                        | Kolarz                       | Miejsce                   |
| 61                        | Magnus Cort Nielsen (DEN)    | 69.                       |
| 62                        | Andrey Amador (CRC)          | 78.                       |
| 63                        | Jonathan Caicedo (ECU) (ITT) | 24.                       |
| 64                        | Simon Carr (GBR)             | DNS-5                     |
| 65                        | Odd Christian Eiking (NOR)   | 37.                       |
| 66                        | Mark Padun (UKR)             | DNF-4                     |
| 67                        | Sean Quinn (USA)             | DNS-2                     |

| Groupama-FDJ GFC | Groupama-FDJ GFC         | Groupama-FDJ GFC |
| ---------------- | ------------------------ | ---------------- |
| Nr               | Kolarz                   | Miejsce          |
| 71               | Thibaut Pinot (FRA)      | 5.               |
| 72               | Lewis Askey (GBR)        | 104.             |
| 73               | Lorenzo Germani (ITA)    | 63.              |
| 74               | Matthieu Ladagnous (FRA) | 79.              |
| 75               | Lenny Martinez (FRA)     | 28.              |
| 76               | Enzo Paleni (FRA)        | 62.              |
| 77               | Reuben Thompson (NZL)    | 60.              |

| Movistar Team MOV | Movistar Team MOV       | Movistar Team MOV |
| ----------------- | ----------------------- | ----------------- |
| Nr                | Kolarz                  | Miejsce           |
| 81                | Matteo Jorgenson (USA)  | 2.                |
| 82                | William Barta (USA)     | 13.               |
| 83                | Fernando Gaviria (COL)  | 105.              |
| 84                | Gregor Mühlberger (AUT) | 43.               |
| 85                | Nelson Oliveira (POR)   | 26.               |
| 86                | Iván Romeo (ESP)        | 102.              |
| 87                | Sergio Samitier (ESP)   | 52.               |

| Bahrain Victorious TBV | Bahrain Victorious TBV      | Bahrain Victorious TBV |
| ---------------------- | --------------------------- | ---------------------- |
| Nr                     | Kolarz                      | Miejsce                |
| 91                     | Gino Mäder (SUI)            | 15.                    |
| 92                     | Nikias Arndt (GER)          | 75.                    |
| 93                     | Damiano Caruso (ITA)        | 3.                     |
| 94                     | Rainer Kepplinger (AUT)     | 14.                    |
| 95                     | Filip Maciejuk (POL)        | 95.                    |
| 96                     | Johan Price-Pejtersen (DEN) | DNS-5                  |
| 97                     | Dušan Rajović (SRB) (ITT)   | DNS-5                  |

| Ineos Grenadiers IGD | Ineos Grenadiers IGD       | Ineos Grenadiers IGD |
| -------------------- | -------------------------- | -------------------- |
| Nr                   | Kolarz                     | Miejsce              |
| 101                  | Egan Bernal (COL)          | 8.                   |
| 102                  | Jonathan Castroviejo (ESP) | 12.                  |
| 103                  | Ethan Hayter (GBR) (ITT)   | 20.                  |
| 104                  | Jhonatan Narváez (ECU)     | 40.                  |
| 105                  | Brandon Rivera (COL)       | DNF-5                |
| 106                  | Elia Viviani (ITA)         | DNF-5                |
| 107                  | Cameron Wurf (AUS)         | 112.                 |

| Team Jayco AlUla JAY | Team Jayco AlUla JAY          | Team Jayco AlUla JAY |
| -------------------- | ----------------------------- | -------------------- |
| Nr                   | Kolarz                        | Miejsce              |
| 111                  | Simon Yates (GBR)             | DNF-1                |
| 112                  | Lawson Craddock (USA) (ITT)   | 73.                  |
| 113                  | Edward Dunbar (IRL)           | 9.                   |
| 114                  | Chris Harper (AUS)            | 36.                  |
| 115                  | Christopher Juul-Jensen (DEN) | DNS-5                |
| 116                  | Matteo Sobrero (ITA)          | 48.                  |
| 117                  | Filippo Zana (ITA) (szosa)    | 17.                  |

| Team DSM DSM | Team DSM DSM          | Team DSM DSM |
| ------------ | --------------------- | ------------ |
| Nr           | Kolarz                | Miejsce      |
| 121          | Romain Bardet (FRA)   | 7.           |
| 122          | Marco Brenner (GER)   | 96.          |
| 123          | Alberto Dainese (ITA) | DNS-3        |
| 124          | Chris Hamilton (AUS)  | 61.          |
| 125          | Niklas Märkl (GER)    | DNS-3        |
| 126          | Oscar Onley (GBR)     | 23.          |
| 127          | Max Poole (GBR)       | 4.           |

| AG2R Citroën Team ACT | AG2R Citroën Team ACT   | AG2R Citroën Team ACT |
| --------------------- | ----------------------- | --------------------- |
| Nr                    | Kolarz                  | Miejsce               |
| 131                   | Clément Berthet (FRA)   | 27.                   |
| 132                   | Geoffrey Bouchard (FRA) | 22.                   |
| 133                   | Dorian Godon (FRA)      | 65.                   |
| 134                   | Paul Lapeira (FRA)      | 80.                   |
| 135                   | Nans Peters (FRA)       | 39.                   |
| 136                   | Michael Schär (SUI)     | 50.                   |
| 137                   | Clément Venturini (FRA) | 70.                   |

| Intermarché-Circus-Wanty ICW | Intermarché-Circus-Wanty ICW | Intermarché-Circus-Wanty ICW |
| ---------------------------- | ---------------------------- | ---------------------------- |
| Nr                           | Kolarz                       | Miejsce                      |
| 141                          | Louis Meintjes (RSA)         | 19.                          |
| 142                          | Niccolò Bonifazio (ITA)      | 107.                         |
| 143                          | Lilian Calmejane (FRA)       | DNS-5                        |
| 144                          | Rui Costa (POR)              | DNF-1                        |
| 145                          | Kobe Goossens (BEL)          | DNS-4                        |
| 146                          | Dion Smith (NZL)             | 98.                          |
| 147                          | Rein Taaramäe (EST) (ITT)    | 25.                          |

| Cofidis COF | Cofidis COF               | Cofidis COF |
| ----------- | ------------------------- | ----------- |
| Nr          | Kolarz                    | Miejsce     |
| 151         | Ion Izagirre (ESP)        | DNS-3       |
| 152         | Thomas Champion (FRA)     | DNS-5       |
| 153         | Eddy Finé (FRA)           | 88.         |
| 154         | Simon Geschke (GER)       | 89.         |
| 155         | Jesús Herrada (ESP)       | 30.         |
| 156         | Anthony Perez (FRA)       | DNS-3       |
| 157         | Pierre-Luc Périchon (FRA) | DNF-4       |

| Arkéa-Samsic ARK | Arkéa-Samsic ARK             | Arkéa-Samsic ARK |
| ---------------- | ---------------------------- | ---------------- |
| Nr               | Kolarz                       | Miejsce          |
| 161              | Kévin Vauquelin (FRA)        | DNF-2            |
| 162              | Clément Champoussin (FRA)    | 47.              |
| 163              | Ewen Costiou (FRA)           | DNF-5            |
| 164              | Kévin Ledanois (FRA)         | 83.              |
| 165              | Luca Mozzato (ITA)           | 106.             |
| 166              | Andrij Ponomar (UKR) (szosa) | DNF-1            |
| 167              | Cristián Rodríguez (ESP)     | 41.              |

| Astana Qazaqstan Team AST | Astana Qazaqstan Team AST    | Astana Qazaqstan Team AST |
| ------------------------- | ---------------------------- | ------------------------- |
| Nr                        | Kolarz                       | Miejsce                   |
| 171                       | Aleksiej Łucenko (KAZ)       | DNS-1                     |
| 172                       | Leonardo Basso (ITA)         | 116.                      |
| 173                       | Gleb Brusienski (KAZ)        | 110.                      |
| 174                       | Mark Cavendish (GBR) (szosa) | DNF-1                     |
| 175                       | Gianmarco Garofoli (ITA)     | 66.                       |
| 176                       | Antonio Nibali (ITA)         | 58.                       |
| 177                       | Harold Tejada (COL)          | 21.                       |

| Lotto Dstny LTD | Lotto Dstny LTD          | Lotto Dstny LTD |
| --------------- | ------------------------ | --------------- |
| Nr              | Kolarz                   | Miejsce         |
| 181             | Eduardo Sepúlveda (ARG)  | 29.             |
| 182             | Johannes Adamietz (GER)  | 53.             |
| 183             | Thomas De Gendt (BEL)    | 81.             |
| 184             | Milan Menten (BEL)       | 84.             |
| 185             | Sylvain Moniquet (BEL)   | 33.             |
| 186             | Mathijs Paasschens (NED) | 51.             |
| 187             | Harry Sweeny (AUS)       | 45.             |

| Israel-Premier Tech IPT | Israel-Premier Tech IPT | Israel-Premier Tech IPT |
| ----------------------- | ----------------------- | ----------------------- |
| Nr                      | Kolarz                  | Miejsce                 |
| 191                     | Michael Woods (CAN)     | DNF-4                   |
| 192                     | Chris Froome (GBR)      | 97.                     |
| 193                     | Reto Hollenstein (SUI)  | 74.                     |
| 194                     | Mason Hollyman (GBR)    | DNF-4                   |
| 195                     | Giacomo Nizzolo (ITA)   | DNF-4                   |
| 196                     | Nick Schultz (AUS)      | 55.                     |
| 197                     | Rick Zabel (GER)        | DNF-1                   |

| Tudor Pro Cycling Team TUD | Tudor Pro Cycling Team TUD   | Tudor Pro Cycling Team TUD |
| -------------------------- | ---------------------------- | -------------------------- |
| Nr                         | Kolarz                       | Miejsce                    |
| 201                        | Sébastien Reichenbach (SUI)  | 34.                        |
| 202                        | Tom Bohli (SUI)              | 114.                       |
| 203                        | Alexander Kamp (DEN) (szosa) | 72.                        |
| 204                        | Arthur Kluckers (LUX)        | 100.                       |
| 205                        | Joël Suter (SUI) (ITT)       | 71.                        |
| 206                        | Yannis Voisard (SUI)         | 18.                        |
| 207                        | Luc Wirtgen (LUX)            | 76.                        |

| Szwajcaria SUI | Szwajcaria SUI | Szwajcaria SUI |
| -------------- | -------------- | -------------- |
| Nr             | Kolarz         | Miejsce        |
| 211            | Jan Christen   | 54.            |
| 212            | Antoine Aebi   | 118.           |
| 213            | Jonathan Bogli | 103.           |
| 214            | Antoine Debons | 85.            |
| 215            | Dario Lillo    | 113.           |
| 216            | Jan Sommer     | 91.            |
| 217            | Jan Stöckli    | 117.           |

Legenda: DNF – nie ukończył etapu, OTL – przekroczył limit czasu, DNS – nie wystartował do etapu, DSQ – zdyskwalifikowany. Numer przy skrócie oznacza etap, na którym kolarz opuścił wyścig.

## Wyniki etapów

### Prolog
| Port-Valais - Port-Valais | prolog | (6,82 km) |

| \| Klasyfikacja etapu \| Klasyfikacja etapu \| Klasyfikacja etapu \| Klasyfikacja etapu \| Klasyfikacja etapu \| \| Kolarz \| Kolarz \| Państwo \| Drużyna \| Czas \| \| ------------------ \| ------------------ \| ------------------ \| ---------------------- \| ------------------ \| \| 1. \| Josef Černý \| Czechy \| Soudal Quick-Step \| 7' 25" \| \| 2. \| Tobias Foss \| Norwegia \| Jumbo-Visma \| + 1" \| \| 3. \| Rémi Cavagna \| Francja \| Soudal Quick-Step \| + 1" \| \| 4. \| Nico Denz \| Niemcy \| Bora-Hansgrohe \| + 4" \| \| 5. \| Joël Suter \| Szwajcaria \| Tudor Pro Cycling Team \| + 5" \| \| 6. \| Ethan Hayter \| Wielka Brytania \| Ineos Grenadiers \| + 5" \| \| 7. \| Mikkel Bjerg \| Dania \| UAE Team Emirates \| + 9" \| \| 8. \| Matteo Sobrero \| Włochy \| Team Jayco AlUla \| + 9" \| \| 9. \| Ivo Oliveira \| Portugalia \| UAE Team Emirates \| + 9" \| \| 10. \| Ethan Vernon \| Wielka Brytania \| Soudal Quick-Step \| + 10" \| |                |                 |                        |        |
| |                |                 |                        |        |
| Źródło: ProCyclingStats |                |                 |                        |        |
| Klasyfikacja etapu |                |                 |                        |        |
| Kolarz | Kolarz         | Państwo         | Drużyna                | Czas   |
| 1. | Josef Černý    | Czechy          | Soudal Quick-Step      | 7' 25" |
| 2. | Tobias Foss    | Norwegia        | Jumbo-Visma            | + 1"   |
| 3. | Rémi Cavagna   | Francja         | Soudal Quick-Step      | + 1"   |
| 4. | Nico Denz      | Niemcy          | Bora-Hansgrohe         | + 4"   |
| 5. | Joël Suter     | Szwajcaria      | Tudor Pro Cycling Team | + 5"   |
| 6. | Ethan Hayter   | Wielka Brytania | Ineos Grenadiers       | + 5"   |
| 7. | Mikkel Bjerg   | Dania           | UAE Team Emirates      | + 9"   |
| 8. | Matteo Sobrero | Włochy          | Team Jayco AlUla       | + 9"   |
| 9. | Ivo Oliveira   | Portugalia      | UAE Team Emirates      | + 9"   |
| 10. | Ethan Vernon   | Wielka Brytania | Soudal Quick-Step      | + 10"  |

| \| Klasyfikacja generalna \| Klasyfikacja generalna \| Klasyfikacja generalna \| Klasyfikacja generalna \| Klasyfikacja generalna \| \| Kolarz \| Kolarz \| Państwo \| Drużyna \| Czas \| \| ---------------------- \| ---------------------- \| ---------------------- \| ---------------------- \| ---------------------- \| \| 1. \| Josef Černý \| Czechy \| Soudal Quick-Step \| 7' 25" \| \| 2. \| Tobias Foss \| Norwegia \| Jumbo-Visma \| + 1" \| \| 3. \| Rémi Cavagna \| Francja \| Soudal Quick-Step \| + 1" \| \| 4. \| Nico Denz \| Niemcy \| Bora-Hansgrohe \| + 4" \| \| 5. \| Joël Suter \| Szwajcaria \| Tudor Pro Cycling Team \| + 5" \| \| 6. \| Ethan Hayter \| Wielka Brytania \| Ineos Grenadiers \| + 5" \| \| 7. \| Mikkel Bjerg \| Dania \| UAE Team Emirates \| + 9" \| \| 8. \| Matteo Sobrero \| Włochy \| Team Jayco AlUla \| + 9" \| \| 9. \| Ivo Oliveira \| Portugalia \| UAE Team Emirates \| + 9" \| \| 10. \| Ethan Vernon \| Wielka Brytania \| Soudal Quick-Step \| + 10" \| |                |                 |                        |        |
| |                |                 |                        |        |
| Źródło: ProCyclingStats |                |                 |                        |        |
| Klasyfikacja generalna |                |                 |                        |        |
| Kolarz | Kolarz         | Państwo         | Drużyna                | Czas   |
| 1. | Josef Černý    | Czechy          | Soudal Quick-Step      | 7' 25" |
| 2. | Tobias Foss    | Norwegia        | Jumbo-Visma            | + 1"   |
| 3. | Rémi Cavagna   | Francja         | Soudal Quick-Step      | + 1"   |
| 4. | Nico Denz      | Niemcy          | Bora-Hansgrohe         | + 4"   |
| 5. | Joël Suter     | Szwajcaria      | Tudor Pro Cycling Team | + 5"   |
| 6. | Ethan Hayter   | Wielka Brytania | Ineos Grenadiers       | + 5"   |
| 7. | Mikkel Bjerg   | Dania           | UAE Team Emirates      | + 9"   |
| 8. | Matteo Sobrero | Włochy          | Team Jayco AlUla       | + 9"   |
| 9. | Ivo Oliveira   | Portugalia      | UAE Team Emirates      | + 9"   |
| 10. | Ethan Vernon   | Wielka Brytania | Soudal Quick-Step      | + 10"  |

### Etap 1
| Crissier - Vallée de Joux | pagórkowaty | (170,9 km) |

| \| Klasyfikacja etapu \| Klasyfikacja etapu \| Klasyfikacja etapu \| Klasyfikacja etapu \| Klasyfikacja etapu \| \| Kolarz \| Kolarz \| Państwo \| Drużyna \| Czas \| \| ------------------ \| ------------------ \| ------------------ \| ------------------------ \| ------------------ \| \| 1. \| Ethan Vernon \| Wielka Brytania \| Soudal Quick-Step \| 4h 05' 34" \| \| 2. \| Thibau Nys \| Belgia \| Trek-Segafredo \| + 0" \| \| 3. \| Milan Menten \| Belgia \| Lotto Dstny \| + 0" \| \| 4. \| Romain Bardet \| Francja \| Team DSM \| + 0" \| \| 5. \| Jacopo Mosca \| Włochy \| Trek-Segafredo \| + 0" \| \| 6. \| Nick Schultz \| Australia \| Israel-Premier Tech \| + 0" \| \| 7. \| Lilian Calmejane \| Francja \| Intermarché-Circus-Wanty \| + 0" \| \| 8. \| Clément Venturini \| Francja \| AG2R Citroën Team \| + 0" \| \| 9. \| Ivo Oliveira \| Portugalia \| UAE Team Emirates \| + 0" \| \| 10. \| Quinten Hermans \| Belgia \| Alpecin-Deceuninck \| + 0" \| |                   |                 |                          |            |
| |                   |                 |                          |            |
| Źródło: ProCyclingStats |                   |                 |                          |            |
| Klasyfikacja etapu |                   |                 |                          |            |
| Kolarz | Kolarz            | Państwo         | Drużyna                  | Czas       |
| 1. | Ethan Vernon      | Wielka Brytania | Soudal Quick-Step        | 4h 05' 34" |
| 2. | Thibau Nys        | Belgia          | Trek-Segafredo           | + 0"       |
| 3. | Milan Menten      | Belgia          | Lotto Dstny              | + 0"       |
| 4. | Romain Bardet     | Francja         | Team DSM                 | + 0"       |
| 5. | Jacopo Mosca      | Włochy          | Trek-Segafredo           | + 0"       |
| 6. | Nick Schultz      | Australia       | Israel-Premier Tech      | + 0"       |
| 7. | Lilian Calmejane  | Francja         | Intermarché-Circus-Wanty | + 0"       |
| 8. | Clément Venturini | Francja         | AG2R Citroën Team        | + 0"       |
| 9. | Ivo Oliveira      | Portugalia      | UAE Team Emirates        | + 0"       |
| 10. | Quinten Hermans   | Belgia          | Alpecin-Deceuninck       | + 0"       |

| \| Klasyfikacja generalna \| Klasyfikacja generalna \| Klasyfikacja generalna \| Klasyfikacja generalna \| Klasyfikacja generalna \| \| Kolarz \| Kolarz \| Państwo \| Drużyna \| Czas \| \| ---------------------- \| ---------------------- \| ---------------------- \| ---------------------- \| ---------------------- \| \| 1. \| Ethan Vernon \| Wielka Brytania \| Soudal Quick-Step \| 4h 12' 59" \| \| 2. \| Josef Černý \| Czechy \| Soudal Quick-Step \| + 0" \| \| 3. \| Tobias Foss \| Norwegia \| Jumbo-Visma \| + 1" \| \| 4. \| Rémi Cavagna \| Francja \| Soudal Quick-Step \| + 1" \| \| 5. \| Nico Denz \| Niemcy \| Bora-Hansgrohe \| + 4" \| \| 6. \| Joël Suter \| Szwajcaria \| Tudor Pro Cycling Team \| + 5" \| \| 7. \| Ethan Hayter \| Wielka Brytania \| Ineos Grenadiers \| + 5" \| \| 8. \| Mikkel Bjerg \| Dania \| UAE Team Emirates \| + 9" \| \| 9. \| Matteo Sobrero \| Włochy \| Team Jayco AlUla \| + 9" \| \| 10. \| Ivo Oliveira \| Portugalia \| UAE Team Emirates \| + 9" \| |                |                 |                        |            |
| |                |                 |                        |            |
| Źródło: ProCyclingStats |                |                 |                        |            |
| Klasyfikacja generalna |                |                 |                        |            |
| Kolarz | Kolarz         | Państwo         | Drużyna                | Czas       |
| 1. | Ethan Vernon   | Wielka Brytania | Soudal Quick-Step      | 4h 12' 59" |
| 2. | Josef Černý    | Czechy          | Soudal Quick-Step      | + 0"       |
| 3. | Tobias Foss    | Norwegia        | Jumbo-Visma            | + 1"       |
| 4. | Rémi Cavagna   | Francja         | Soudal Quick-Step      | + 1"       |
| 5. | Nico Denz      | Niemcy          | Bora-Hansgrohe         | + 4"       |
| 6. | Joël Suter     | Szwajcaria      | Tudor Pro Cycling Team | + 5"       |
| 7. | Ethan Hayter   | Wielka Brytania | Ineos Grenadiers       | + 5"       |
| 8. | Mikkel Bjerg   | Dania           | UAE Team Emirates      | + 9"       |
| 9. | Matteo Sobrero | Włochy          | Team Jayco AlUla       | + 9"       |
| 10. | Ivo Oliveira   | Portugalia      | UAE Team Emirates      | + 9"       |

### Etap 2
| Morteau - La Chaux-de-Fonds | pagórkowaty | (162,7 km) |

| \| Klasyfikacja etapu \| Klasyfikacja etapu \| Klasyfikacja etapu \| Klasyfikacja etapu \| Klasyfikacja etapu \| \| Kolarz \| Kolarz \| Państwo \| Drużyna \| Czas \| \| ------------------ \| ------------------- \| ------------------ \| ------------------------ \| ------------------ \| \| 1. \| Ethan Hayter \| Wielka Brytania \| Ineos Grenadiers \| 3h 55' 20" \| \| 2. \| Juan Ayuso \| Hiszpania \| UAE Team Emirates \| + 0" \| \| 3. \| Romain Bardet \| Francja \| Team DSM \| + 0" \| \| 4. \| Matteo Sobrero \| Włochy \| Team Jayco AlUla \| + 0" \| \| 5. \| Oscar Onley \| Wielka Brytania \| Team DSM \| + 0" \| \| 6. \| Harry Sweeny \| Australia \| Lotto Dstny \| + 0" \| \| 7. \| Kobe Goossens \| Belgia \| Intermarché-Circus-Wanty \| + 0" \| \| 8. \| Magnus Cort Nielsen \| Dania \| EF Education-EasyPost \| + 0" \| \| 9. \| Finn Fisher-Black \| Nowa Zelandia \| UAE Team Emirates \| + 0" \| \| 10. \| Nick Schultz \| Australia \| Israel-Premier Tech \| + 0" \| |                     |                 |                          |            |
| |                     |                 |                          |            |
| Źródło: ProCyclingStats |                     |                 |                          |            |
| Klasyfikacja etapu |                     |                 |                          |            |
| Kolarz | Kolarz              | Państwo         | Drużyna                  | Czas       |
| 1. | Ethan Hayter        | Wielka Brytania | Ineos Grenadiers         | 3h 55' 20" |
| 2. | Juan Ayuso          | Hiszpania       | UAE Team Emirates        | + 0"       |
| 3. | Romain Bardet       | Francja         | Team DSM                 | + 0"       |
| 4. | Matteo Sobrero      | Włochy          | Team Jayco AlUla         | + 0"       |
| 5. | Oscar Onley         | Wielka Brytania | Team DSM                 | + 0"       |
| 6. | Harry Sweeny        | Australia       | Lotto Dstny              | + 0"       |
| 7. | Kobe Goossens       | Belgia          | Intermarché-Circus-Wanty | + 0"       |
| 8. | Magnus Cort Nielsen | Dania           | EF Education-EasyPost    | + 0"       |
| 9. | Finn Fisher-Black   | Nowa Zelandia   | UAE Team Emirates        | + 0"       |
| 10. | Nick Schultz        | Australia       | Israel-Premier Tech      | + 0"       |

| \| Klasyfikacja generalna \| Klasyfikacja generalna \| Klasyfikacja generalna \| Klasyfikacja generalna \| Klasyfikacja generalna \| \| Kolarz \| Kolarz \| Państwo \| Drużyna \| Czas \| \| ---------------------- \| ---------------------- \| ---------------------- \| ---------------------- \| ---------------------- \| \| 1. \| Ethan Hayter \| Wielka Brytania \| Ineos Grenadiers \| 8h 08' 14" \| \| 2. \| Tobias Foss \| Norwegia \| Jumbo-Visma \| + 6" \| \| 3. \| Rémi Cavagna \| Francja \| Soudal Quick-Step \| + 6" \| \| 4. \| Juan Ayuso \| Hiszpania \| UAE Team Emirates \| + 11" \| \| 5. \| Matteo Sobrero \| Włochy \| Team Jayco AlUla \| + 14" \| \| 6. \| Nelson Oliveira \| Portugalia \| Movistar Team \| + 15" \| \| 7. \| Romain Bardet \| Francja \| Team DSM \| + 17" \| \| 8. \| Jonathan Castroviejo \| Hiszpania \| Ineos Grenadiers \| + 17" \| \| 9. \| Finn Fisher-Black \| Nowa Zelandia \| UAE Team Emirates \| + 17" \| \| 10. \| Rainer Kepplinger \| Austria \| Bahrain Victorious \| + 18" \| |                      |                 |                    |            |
| |                      |                 |                    |            |
| Źródło: ProCyclingStats |                      |                 |                    |            |
| Klasyfikacja generalna |                      |                 |                    |            |
| Kolarz | Kolarz               | Państwo         | Drużyna            | Czas       |
| 1. | Ethan Hayter         | Wielka Brytania | Ineos Grenadiers   | 8h 08' 14" |
| 2. | Tobias Foss          | Norwegia        | Jumbo-Visma        | + 6"       |
| 3. | Rémi Cavagna         | Francja         | Soudal Quick-Step  | + 6"       |
| 4. | Juan Ayuso           | Hiszpania       | UAE Team Emirates  | + 11"      |
| 5. | Matteo Sobrero       | Włochy          | Team Jayco AlUla   | + 14"      |
| 6. | Nelson Oliveira      | Portugalia      | Movistar Team      | + 15"      |
| 7. | Romain Bardet        | Francja         | Team DSM           | + 17"      |
| 8. | Jonathan Castroviejo | Hiszpania       | Ineos Grenadiers   | + 17"      |
| 9. | Finn Fisher-Black    | Nowa Zelandia   | UAE Team Emirates  | + 17"      |
| 10. | Rainer Kepplinger    | Austria         | Bahrain Victorious | + 18"      |

### Etap 3
| Châtel-Saint-Denis - Châtel-Saint-Denis | jazda indywidualna na czas | (18,75 km) |

| \| Klasyfikacja etapu \| Klasyfikacja etapu \| Klasyfikacja etapu \| Klasyfikacja etapu \| Klasyfikacja etapu \| \| Kolarz \| Kolarz \| Państwo \| Drużyna \| Czas \| \| ------------------ \| ------------------ \| ------------------ \| ------------------ \| ------------------ \| \| 1. \| Juan Ayuso \| Hiszpania \| UAE Team Emirates \| 25' 15" \| \| 2. \| Matteo Jorgenson \| Stany Zjednoczone \| Movistar Team \| + 5" \| \| 3. \| Adam Yates \| Wielka Brytania \| UAE Team Emirates \| + 17" \| \| 4. \| Nelson Oliveira \| Portugalia \| Movistar Team \| + 18" \| \| 5. \| William Barta \| Stany Zjednoczone \| Movistar Team \| + 19" \| \| 6. \| Damiano Caruso \| Włochy \| Bahrain Victorious \| + 20" \| \| 7. \| Mikkel Bjerg \| Dania \| UAE Team Emirates \| + 24" \| \| 8. \| Tobias Foss \| Norwegia \| Jumbo-Visma \| + 24" \| \| 9. \| Gino Mäder \| Szwajcaria \| Bahrain Victorious \| + 25" \| \| 10. \| Max Poole \| Wielka Brytania \| Team DSM \| + 27" \| |                  |                   |                    |         |
| |                  |                   |                    |         |
| Źródło: ProCyclingStats |                  |                   |                    |         |
| Klasyfikacja etapu |                  |                   |                    |         |
| Kolarz | Kolarz           | Państwo           | Drużyna            | Czas    |
| 1. | Juan Ayuso       | Hiszpania         | UAE Team Emirates  | 25' 15" |
| 2. | Matteo Jorgenson | Stany Zjednoczone | Movistar Team      | + 5"    |
| 3. | Adam Yates       | Wielka Brytania   | UAE Team Emirates  | + 17"   |
| 4. | Nelson Oliveira  | Portugalia        | Movistar Team      | + 18"   |
| 5. | William Barta    | Stany Zjednoczone | Movistar Team      | + 19"   |
| 6. | Damiano Caruso   | Włochy            | Bahrain Victorious | + 20"   |
| 7. | Mikkel Bjerg     | Dania             | UAE Team Emirates  | + 24"   |
| 8. | Tobias Foss      | Norwegia          | Jumbo-Visma        | + 24"   |
| 9. | Gino Mäder       | Szwajcaria        | Bahrain Victorious | + 25"   |
| 10. | Max Poole        | Wielka Brytania   | Team DSM           | + 27"   |

| \| Klasyfikacja generalna \| Klasyfikacja generalna \| Klasyfikacja generalna \| Klasyfikacja generalna \| Klasyfikacja generalna \| \| Kolarz \| Kolarz \| Państwo \| Drużyna \| Czas \| \| ---------------------- \| ---------------------- \| ---------------------- \| ---------------------- \| ---------------------- \| \| 1. \| Juan Ayuso \| Hiszpania \| UAE Team Emirates \| 8h 33' 40" \| \| 2. \| Matteo Jorgenson \| Stany Zjednoczone \| Movistar Team \| + 18" \| \| 3. \| Tobias Foss \| Norwegia \| Jumbo-Visma \| + 19" \| \| 4. \| Nelson Oliveira \| Portugalia \| Movistar Team \| + 22" \| \| 5. \| Adam Yates \| Wielka Brytania \| UAE Team Emirates \| + 30" \| \| 6. \| Damiano Caruso \| Włochy \| Bahrain Victorious \| + 32" \| \| 7. \| Finn Fisher-Black \| Nowa Zelandia \| UAE Team Emirates \| + 34" \| \| 8. \| Jonathan Castroviejo \| Hiszpania \| Ineos Grenadiers \| + 36" \| \| 9. \| Max Poole \| Wielka Brytania \| Team DSM \| + 37" \| \| 10. \| Ethan Hayter \| Wielka Brytania \| Ineos Grenadiers \| + 38" \| |                      |                   |                    |            |
| |                      |                   |                    |            |
| Źródło: ProCyclingStats |                      |                   |                    |            |
| Klasyfikacja generalna |                      |                   |                    |            |
| Kolarz | Kolarz               | Państwo           | Drużyna            | Czas       |
| 1. | Juan Ayuso           | Hiszpania         | UAE Team Emirates  | 8h 33' 40" |
| 2. | Matteo Jorgenson     | Stany Zjednoczone | Movistar Team      | + 18"      |
| 3. | Tobias Foss          | Norwegia          | Jumbo-Visma        | + 19"      |
| 4. | Nelson Oliveira      | Portugalia        | Movistar Team      | + 22"      |
| 5. | Adam Yates           | Wielka Brytania   | UAE Team Emirates  | + 30"      |
| 6. | Damiano Caruso       | Włochy            | Bahrain Victorious | + 32"      |
| 7. | Finn Fisher-Black    | Nowa Zelandia     | UAE Team Emirates  | + 34"      |
| 8. | Jonathan Castroviejo | Hiszpania         | Ineos Grenadiers   | + 36"      |
| 9. | Max Poole            | Wielka Brytania   | Team DSM           | + 37"      |
| 10. | Ethan Hayter         | Wielka Brytania   | Ineos Grenadiers   | + 38"      |

### Etap 4
| Sion - Thyon | górski | (161,6 km) |

| \| Klasyfikacja etapu \| Klasyfikacja etapu \| Klasyfikacja etapu \| Klasyfikacja etapu \| Klasyfikacja etapu \| \| Kolarz \| Kolarz \| Państwo \| Drużyna \| Czas \| \| ------------------ \| ------------------ \| ------------------ \| ------------------ \| ------------------ \| \| 1. \| Adam Yates \| Wielka Brytania \| UAE Team Emirates \| 4h 40' 41" \| \| 2. \| Thibaut Pinot \| Francja \| Groupama-FDJ \| + 7" \| \| 3. \| Damiano Caruso \| Włochy \| Bahrain Victorious \| + 19" \| \| 4. \| Max Poole \| Wielka Brytania \| Team DSM \| + 21" \| \| 5. \| Matteo Jorgenson \| Stany Zjednoczone \| Movistar Team \| + 21" \| \| 6. \| Cian Uijtdebroeks \| Belgia \| Bora-Hansgrohe \| + 23" \| \| 7. \| Romain Bardet \| Francja \| Team DSM \| + 45" \| \| 8. \| Egan Bernal \| Kolumbia \| Ineos Grenadiers \| + 54" \| \| 9. \| Edward Dunbar \| Irlandia \| Team Jayco AlUla \| + 54" \| \| 10. \| Thomas Gloag \| Wielka Brytania \| Jumbo-Visma \| + 54" \| |                   |                   |                    |            |
| |                   |                   |                    |            |
| Źródło: ProCyclingStats |                   |                   |                    |            |
| Klasyfikacja etapu |                   |                   |                    |            |
| Kolarz | Kolarz            | Państwo           | Drużyna            | Czas       |
| 1. | Adam Yates        | Wielka Brytania   | UAE Team Emirates  | 4h 40' 41" |
| 2. | Thibaut Pinot     | Francja           | Groupama-FDJ       | + 7"       |
| 3. | Damiano Caruso    | Włochy            | Bahrain Victorious | + 19"      |
| 4. | Max Poole         | Wielka Brytania   | Team DSM           | + 21"      |
| 5. | Matteo Jorgenson  | Stany Zjednoczone | Movistar Team      | + 21"      |
| 6. | Cian Uijtdebroeks | Belgia            | Bora-Hansgrohe     | + 23"      |
| 7. | Romain Bardet     | Francja           | Team DSM           | + 45"      |
| 8. | Egan Bernal       | Kolumbia          | Ineos Grenadiers   | + 54"      |
| 9. | Edward Dunbar     | Irlandia          | Team Jayco AlUla   | + 54"      |
| 10. | Thomas Gloag      | Wielka Brytania   | Jumbo-Visma        | + 54"      |

| \| Klasyfikacja generalna \| Klasyfikacja generalna \| Klasyfikacja generalna \| Klasyfikacja generalna \| Klasyfikacja generalna \| \| Kolarz \| Kolarz \| Państwo \| Drużyna \| Czas \| \| ---------------------- \| ---------------------- \| ---------------------- \| ---------------------- \| ---------------------- \| \| 1. \| Adam Yates \| Wielka Brytania \| UAE Team Emirates \| 13h 14' 41" \| \| 2. \| Matteo Jorgenson \| Stany Zjednoczone \| Movistar Team \| + 19" \| \| 3. \| Damiano Caruso \| Włochy \| Bahrain Victorious \| + 27" \| \| 4. \| Max Poole \| Wielka Brytania \| Team DSM \| + 38" \| \| 5. \| Thibaut Pinot \| Francja \| Groupama-FDJ \| + 41" \| \| 6. \| Cian Uijtdebroeks \| Belgia \| Bora-Hansgrohe \| + 1' 21" \| \| 7. \| Romain Bardet \| Francja \| Team DSM \| + 1' 28" \| \| 8. \| Egan Bernal \| Kolumbia \| Ineos Grenadiers \| + 1' 53" \| \| 9. \| Edward Dunbar \| Irlandia \| Team Jayco AlUla \| + 1' 53" \| \| 10. \| Rafał Majka \| Polska \| UAE Team Emirates \| + 2' 07" \| |                   |                   |                    |             |
| |                   |                   |                    |             |
| Źródło: ProCyclingStats |                   |                   |                    |             |
| Klasyfikacja generalna |                   |                   |                    |             |
| Kolarz | Kolarz            | Państwo           | Drużyna            | Czas        |
| 1. | Adam Yates        | Wielka Brytania   | UAE Team Emirates  | 13h 14' 41" |
| 2. | Matteo Jorgenson  | Stany Zjednoczone | Movistar Team      | + 19"       |
| 3. | Damiano Caruso    | Włochy            | Bahrain Victorious | + 27"       |
| 4. | Max Poole         | Wielka Brytania   | Team DSM           | + 38"       |
| 5. | Thibaut Pinot     | Francja           | Groupama-FDJ       | + 41"       |
| 6. | Cian Uijtdebroeks | Belgia            | Bora-Hansgrohe     | + 1' 21"    |
| 7. | Romain Bardet     | Francja           | Team DSM           | + 1' 28"    |
| 8. | Egan Bernal       | Kolumbia          | Ineos Grenadiers   | + 1' 53"    |
| 9. | Edward Dunbar     | Irlandia          | Team Jayco AlUla   | + 1' 53"    |
| 10. | Rafał Majka       | Polska            | UAE Team Emirates  | + 2' 07"    |

### Etap 5
| Vufflens-la-Ville - Genewa | pagórkowaty | (170,8 km) |

| \| Klasyfikacja etapu \| Klasyfikacja etapu \| Klasyfikacja etapu \| Klasyfikacja etapu \| Klasyfikacja etapu \| \| Kolarz \| Kolarz \| Państwo \| Drużyna \| Czas \| \| ------------------ \| ------------------- \| ------------------ \| ------------------------ \| ------------------ \| \| 1. \| Fernando Gaviria \| Kolumbia \| Movistar Team \| 3h 58' 01" \| \| 2. \| Nikias Arndt \| Niemcy \| Bahrain Victorious \| + 0" \| \| 3. \| Ethan Hayter \| Wielka Brytania \| Ineos Grenadiers \| + 0" \| \| 4. \| Milan Menten \| Belgia \| Lotto Dstny \| + 0" \| \| 5. \| Gianmarco Garofoli \| Włochy \| Astana Qazaqstan Team \| + 0" \| \| 6. \| Luca Mozzato \| Włochy \| Arkéa-Samsic \| + 0" \| \| 7. \| Lewis Askey \| Wielka Brytania \| Groupama-FDJ \| + 0" \| \| 8. \| Magnus Cort Nielsen \| Dania \| EF Education-EasyPost \| + 0" \| \| 9. \| Matteo Sobrero \| Włochy \| Team Jayco AlUla \| + 0" \| \| 10. \| Dion Smith \| Nowa Zelandia \| Intermarché-Circus-Wanty \| + 0" \| |                     |                 |                          |            |
| |                     |                 |                          |            |
| Źródło: ProCyclingStats |                     |                 |                          |            |
| Klasyfikacja etapu |                     |                 |                          |            |
| Kolarz | Kolarz              | Państwo         | Drużyna                  | Czas       |
| 1. | Fernando Gaviria    | Kolumbia        | Movistar Team            | 3h 58' 01" |
| 2. | Nikias Arndt        | Niemcy          | Bahrain Victorious       | + 0"       |
| 3. | Ethan Hayter        | Wielka Brytania | Ineos Grenadiers         | + 0"       |
| 4. | Milan Menten        | Belgia          | Lotto Dstny              | + 0"       |
| 5. | Gianmarco Garofoli  | Włochy          | Astana Qazaqstan Team    | + 0"       |
| 6. | Luca Mozzato        | Włochy          | Arkéa-Samsic             | + 0"       |
| 7. | Lewis Askey         | Wielka Brytania | Groupama-FDJ             | + 0"       |
| 8. | Magnus Cort Nielsen | Dania           | EF Education-EasyPost    | + 0"       |
| 9. | Matteo Sobrero      | Włochy          | Team Jayco AlUla         | + 0"       |
| 10. | Dion Smith          | Nowa Zelandia   | Intermarché-Circus-Wanty | + 0"       |

## Klasyfikacje

### Klasyfikacja generalna
| \| Klasyfikacja generalna \| Klasyfikacja generalna \| Klasyfikacja generalna \| Klasyfikacja generalna \| Klasyfikacja generalna \| \| Kolarz \| Kolarz \| Państwo \| Drużyna \| Czas \| \| ---------------------- \| ---------------------- \| ---------------------- \| ---------------------- \| ---------------------- \| \| 1. \| Adam Yates \| Wielka Brytania \| UAE Team Emirates \| 17h 12' 42" \| \| 2. \| Matteo Jorgenson \| Stany Zjednoczone \| Movistar Team \| + 19" \| \| 3. \| Damiano Caruso \| Włochy \| Bahrain Victorious \| + 27" \| \| 4. \| Max Poole \| Wielka Brytania \| Team DSM \| + 38" \| \| 5. \| Thibaut Pinot \| Francja \| Groupama-FDJ \| + 41" \| \| 6. \| Cian Uijtdebroeks \| Belgia \| Bora-Hansgrohe \| + 1' 21" \| \| 7. \| Romain Bardet \| Francja \| Team DSM \| + 1' 28" \| \| 8. \| Egan Bernal \| Kolumbia \| Ineos Grenadiers \| + 1' 53" \| \| 9. \| Edward Dunbar \| Irlandia \| Team Jayco AlUla \| + 1' 53" \| \| 10. \| Rafał Majka \| Polska \| UAE Team Emirates \| + 2' 07" \| |                   |                   |                    |             |
| |                   |                   |                    |             |
| Źródło: ProCyclingStats |                   |                   |                    |             |
| Klasyfikacja generalna |                   |                   |                    |             |
| Kolarz | Kolarz            | Państwo           | Drużyna            | Czas        |
| 1. | Adam Yates        | Wielka Brytania   | UAE Team Emirates  | 17h 12' 42" |
| 2. | Matteo Jorgenson  | Stany Zjednoczone | Movistar Team      | + 19"       |
| 3. | Damiano Caruso    | Włochy            | Bahrain Victorious | + 27"       |
| 4. | Max Poole         | Wielka Brytania   | Team DSM           | + 38"       |
| 5. | Thibaut Pinot     | Francja           | Groupama-FDJ       | + 41"       |
| 6. | Cian Uijtdebroeks | Belgia            | Bora-Hansgrohe     | + 1' 21"    |
| 7. | Romain Bardet     | Francja           | Team DSM           | + 1' 28"    |
| 8. | Egan Bernal       | Kolumbia          | Ineos Grenadiers   | + 1' 53"    |
| 9. | Edward Dunbar     | Irlandia          | Team Jayco AlUla   | + 1' 53"    |
| 10. | Rafał Majka       | Polska            | UAE Team Emirates  | + 2' 07"    |

| Klasyfikacja punktowa | Klasyfikacja punktowa | Klasyfikacja punktowa | Klasyfikacja punktowa | Klasyfikacja punktowa |
| Kolarz                | Kolarz                | Państwo               | Drużyna               | Punkty                |
| --------------------- | --------------------- | --------------------- | --------------------- | --------------------- |
| 1.                    | Ethan Hayter          | Wielka Brytania       | Ineos Grenadiers      | 100 pkt               |
| 2.                    | Juan Ayuso            | Hiszpania             | UAE Team Emirates     | 64 pkt                |
| 3.                    | Ethan Vernon          | Wielka Brytania       | Soudal Quick-Step     | 57 pkt                |
| 4.                    | Adam Yates            | Wielka Brytania       | UAE Team Emirates     | 52 pkt                |
| 5.                    | Romain Bardet         | Francja               | Team DSM              | 51 pkt                |
| 6.                    | Fernando Gaviria      | Kolumbia              | Movistar Team         | 50 pkt                |
| 7.                    | Matteo Jorgenson      | Stany Zjednoczone     | Movistar Team         | 48 pkt                |
| 8.                    | Damiano Caruso        | Włochy                | Bahrain Victorious    | 40 pkt                |
| 9.                    | Nikias Arndt          | Niemcy                | Bahrain Victorious    | 38 pkt                |
| 10.                   | Milan Menten          | Belgia                | Lotto Dstny           | 38 pkt                |

| Klasyfikacja punktowa | Klasyfikacja punktowa | Klasyfikacja punktowa | Klasyfikacja punktowa | Klasyfikacja punktowa |
| Kolarz                | Kolarz                | Państwo               | Drużyna               | Punkty                |
| --------------------- | --------------------- | --------------------- | --------------------- | --------------------- |
| 1.                    | Ethan Hayter          | Wielka Brytania       | Ineos Grenadiers      | 100 pkt               |
| 2.                    | Juan Ayuso            | Hiszpania             | UAE Team Emirates     | 64 pkt                |
| 3.                    | Ethan Vernon          | Wielka Brytania       | Soudal Quick-Step     | 57 pkt                |
| 4.                    | Adam Yates            | Wielka Brytania       | UAE Team Emirates     | 52 pkt                |
| 5.                    | Romain Bardet         | Francja               | Team DSM              | 51 pkt                |
| 6.                    | Fernando Gaviria      | Kolumbia              | Movistar Team         | 50 pkt                |
| 7.                    | Matteo Jorgenson      | Stany Zjednoczone     | Movistar Team         | 48 pkt                |
| 8.                    | Damiano Caruso        | Włochy                | Bahrain Victorious    | 40 pkt                |
| 9.                    | Nikias Arndt          | Niemcy                | Bahrain Victorious    | 38 pkt                |
| 10.                   | Milan Menten          | Belgia                | Lotto Dstny           | 38 pkt                |

| Klasyfikacja górska | Klasyfikacja górska | Klasyfikacja górska | Klasyfikacja górska    | Klasyfikacja górska |
| Kolarz              | Kolarz              | Państwo             | Drużyna                | Punkty              |
| ------------------- | ------------------- | ------------------- | ---------------------- | ------------------- |
| 1.                  | Julien Bernard      | Francja             | Trek-Segafredo         | 64 pkt              |
| 2.                  | Thomas De Gendt     | Belgia              | Lotto Dstny            | 18 pkt              |
| 3.                  | Adam Yates          | Wielka Brytania     | UAE Team Emirates      | 17 pkt              |
| 4.                  | Gleb Brusienski     | Kazachstan          | Astana Qazaqstan Team  | 15 pkt              |
| 5.                  | Thomas Gloag        | Wielka Brytania     | Jumbo-Visma            | 13 pkt              |
| 6.                  | Ben Zwiehoff        | Niemcy              | Bora-Hansgrohe         | 13 pkt              |
| 7.                  | Dario Lillo         | Szwajcaria          | Szwajcaria             | 12 pkt              |
| 8.                  | Paul Lapeira        | Francja             | AG2R Citroën Team      | 10 pkt              |
| 9.                  | Tom Bohli           | Szwajcaria          | Tudor Pro Cycling Team | 10 pkt              |
| 10.                 | Robert Stannard     | Australia           | Alpecin-Deceuninck     | 9 pkt               |

| Klasyfikacja górska | Klasyfikacja górska | Klasyfikacja górska | Klasyfikacja górska    | Klasyfikacja górska |
| Kolarz              | Kolarz              | Państwo             | Drużyna                | Punkty              |
| ------------------- | ------------------- | ------------------- | ---------------------- | ------------------- |
| 1.                  | Julien Bernard      | Francja             | Trek-Segafredo         | 64 pkt              |
| 2.                  | Thomas De Gendt     | Belgia              | Lotto Dstny            | 18 pkt              |
| 3.                  | Adam Yates          | Wielka Brytania     | UAE Team Emirates      | 17 pkt              |
| 4.                  | Gleb Brusienski     | Kazachstan          | Astana Qazaqstan Team  | 15 pkt              |
| 5.                  | Thomas Gloag        | Wielka Brytania     | Jumbo-Visma            | 13 pkt              |
| 6.                  | Ben Zwiehoff        | Niemcy              | Bora-Hansgrohe         | 13 pkt              |
| 7.                  | Dario Lillo         | Szwajcaria          | Szwajcaria             | 12 pkt              |
| 8.                  | Paul Lapeira        | Francja             | AG2R Citroën Team      | 10 pkt              |
| 9.                  | Tom Bohli           | Szwajcaria          | Tudor Pro Cycling Team | 10 pkt              |
| 10.                 | Robert Stannard     | Australia           | Alpecin-Deceuninck     | 9 pkt               |

| Klasyfikacja młodzieżowa | Klasyfikacja młodzieżowa | Klasyfikacja młodzieżowa | Klasyfikacja młodzieżowa | Klasyfikacja młodzieżowa |
| Kolarz                   | Kolarz                   | Państwo                  | Drużyna                  | Czas                     |
| ------------------------ | ------------------------ | ------------------------ | ------------------------ | ------------------------ |
| 1.                       | Matteo Jorgenson         | Stany Zjednoczone        | Movistar Team            | 17h 13' 01"              |
| 2.                       | Max Poole                | Wielka Brytania          | Team DSM                 | + 19"                    |
| 3.                       | Cian Uijtdebroeks        | Belgia                   | Bora-Hansgrohe           | + 1' 02"                 |
| 4.                       | Thomas Gloag             | Wielka Brytania          | Jumbo-Visma              | + 1' 55"                 |
| 5.                       | Juan Ayuso               | Hiszpania                | UAE Team Emirates        | + 2' 49"                 |
| 6.                       | Filippo Zana             | Włochy                   | Team Jayco AlUla         | + 2' 52"                 |
| 7.                       | Oscar Onley              | Wielka Brytania          | Team DSM                 | + 3' 23"                 |
| 8.                       | Lenny Martinez           | Francja                  | Groupama-FDJ             | + 5' 07"                 |
| 9.                       | Finn Fisher-Black        | Nowa Zelandia            | UAE Team Emirates        | + 6' 00"                 |
| 10.                      | Asbjørn Hellemose        | Dania                    | Trek-Segafredo           | + 12' 01"                |

| Klasyfikacja młodzieżowa | Klasyfikacja młodzieżowa | Klasyfikacja młodzieżowa | Klasyfikacja młodzieżowa | Klasyfikacja młodzieżowa |
| Kolarz                   | Kolarz                   | Państwo                  | Drużyna                  | Czas                     |
| ------------------------ | ------------------------ | ------------------------ | ------------------------ | ------------------------ |
| 1.                       | Matteo Jorgenson         | Stany Zjednoczone        | Movistar Team            | 17h 13' 01"              |
| 2.                       | Max Poole                | Wielka Brytania          | Team DSM                 | + 19"                    |
| 3.                       | Cian Uijtdebroeks        | Belgia                   | Bora-Hansgrohe           | + 1' 02"                 |
| 4.                       | Thomas Gloag             | Wielka Brytania          | Jumbo-Visma              | + 1' 55"                 |
| 5.                       | Juan Ayuso               | Hiszpania                | UAE Team Emirates        | + 2' 49"                 |
| 6.                       | Filippo Zana             | Włochy                   | Team Jayco AlUla         | + 2' 52"                 |
| 7.                       | Oscar Onley              | Wielka Brytania          | Team DSM                 | + 3' 23"                 |
| 8.                       | Lenny Martinez           | Francja                  | Groupama-FDJ             | + 5' 07"                 |
| 9.                       | Finn Fisher-Black        | Nowa Zelandia            | UAE Team Emirates        | + 6' 00"                 |
| 10.                      | Asbjørn Hellemose        | Dania                    | Trek-Segafredo           | + 12' 01"                |

| Klasyfikacja drużynowa | Klasyfikacja drużynowa | Klasyfikacja drużynowa       | Klasyfikacja drużynowa |
| Drużyna                | Drużyna                | Państwo                      | Czas                   |
| ---------------------- | ---------------------- | ---------------------------- | ---------------------- |
| 1.                     | UAE Team Emirates      | Zjednoczone Emiraty Arabskie | 51h 42' 21"            |
| 2.                     | Team DSM               | Holandia                     | + 1' 01"               |
| 3.                     | Bahrain Victorious     | Bahrajn                      | + 1' 22"               |
| 4.                     | Movistar Team          | Hiszpania                    | + 3' 38"               |
| 5.                     | Ineos Grenadiers       | Wielka Brytania              | + 3' 55"               |
| 6.                     | Team Jayco AlUla       | Australia                    | + 7' 37"               |
| 7.                     | EF Education-EasyPost  | Stany Zjednoczone            | + 8' 00"               |
| 8.                     | Jumbo-Visma            | Holandia                     | + 12' 47"              |
| 9.                     | AG2R Citroën Team      | Francja                      | + 13' 29"              |
| 10.                    | Tudor Pro Cycling Team | Szwajcaria                   | + 16' 52"              |

| Klasyfikacja drużynowa | Klasyfikacja drużynowa | Klasyfikacja drużynowa       | Klasyfikacja drużynowa |
| Drużyna                | Drużyna                | Państwo                      | Czas                   |
| ---------------------- | ---------------------- | ---------------------------- | ---------------------- |
| 1.                     | UAE Team Emirates      | Zjednoczone Emiraty Arabskie | 51h 42' 21"            |
| 2.                     | Team DSM               | Holandia                     | + 1' 01"               |
| 3.                     | Bahrain Victorious     | Bahrajn                      | + 1' 22"               |
| 4.                     | Movistar Team          | Hiszpania                    | + 3' 38"               |
| 5.                     | Ineos Grenadiers       | Wielka Brytania              | + 3' 55"               |
| 6.                     | Team Jayco AlUla       | Australia                    | + 7' 37"               |
| 7.                     | EF Education-EasyPost  | Stany Zjednoczone            | + 8' 00"               |
| 8.                     | Jumbo-Visma            | Holandia                     | + 12' 47"              |
| 9.                     | AG2R Citroën Team      | Francja                      | + 13' 29"              |
| 10.                    | Tudor Pro Cycling Team | Szwajcaria                   | + 16' 52"              |

### Liderzy klasyfikacji
| Etap   |                            | Pierwsze miejsce _ | Klasyfikacja generalna | Punktowa     | Górska         | Młodzieżowa      | Najaktywniejszych | Drużynowa         |
| ------ | -------------------------- | ------------------ | ---------------------- | ------------ | -------------- | ---------------- | ----------------- | ----------------- |
| Prolog | prolog                     | Josef Černý        | Josef Černý            | Josef Černý  | nie przyznano  | Ethan Vernon     | nie przyznano     | Soudal Quick-Step |
| 1      | pagórkowaty                | Ethan Vernon       | Ethan Vernon           | Ethan Vernon | Julien Bernard | Ethan Vernon     | Julien Bernard    | Soudal Quick-Step |
| 2      | pagórkowaty                | Ethan Hayter       | Ethan Hayter           | Ethan Hayter | Julien Bernard | Juan Ayuso       | Gleb Brusienski   | UAE Team Emirates |
| 3      | jazda indywidualna na czas | Juan Ayuso         | Juan Ayuso             | Ethan Hayter | Julien Bernard | Juan Ayuso       | brak danych       | UAE Team Emirates |
| 4      | górski                     | Adam Yates         | Adam Yates             | Ethan Hayter | Julien Bernard | Matteo Jorgenson | Thomas De Gendt   | UAE Team Emirates |
| 5      | pagórkowaty                | Fernando Gaviria   | Adam Yates             | Ethan Hayter | Julien Bernard | Matteo Jorgenson | Alexander Kamp    | UAE Team Emirates |
| Koniec | Koniec                     |                    | Adam Yates             | Ethan Hayter | Julien Bernard | Matteo Jorgenson | brak danych       | UAE Team Emirates |